# Арена в Арле
«Арена в Арле» (фр. Les Arènes) — картина художника Винсента Ван Гога, написанная в 1888 году в Арле во Франции.
Через несколько недель после написания этого полотна Ван Гог отрезал себе часть уха. Одна из многих теорий по поводу этого печально известного инцидента состоит в том, что корриды (или «игры быков», как их называют в Арле) произвели на Ван Гога глубокое впечатление, в частности обычай отрезать одно ухо побеждённому быку.

## Картина
На картине изображена арена в Арле, где проводилась коррида. Центральное место на картине занимают зрители представления, каждый из них увлечён своими делами, сама же коррида помещена в правый верхний угол на задний план и не привлекает к себе внимания.
Среди публики можно увидеть знакомых ван Гога. Например, почтальона города Арля и его семью: ван Гог часто рисовал их, только с самого почтальона он написал девять портретов (шесть живописных и три графических).
Картина может быть незавершенной, так как краска нанесена очень тонким слоем и местами проступают участки голого джута.

## Особенности живописи
Во время работы над картиной ван Гог находился под влиянием Гогена, который жил с ним в «Жёлтом доме» на площади Ламартин в Арле. В результате влияния Гогена, цветовые пятна на полотне стали проще и обобщённей, а пространство стало более «плоским». Также художник снабдил цветовые пятна тёмным контуром.